# Peregrí Proteu
Peregrí Proteu (grec antic: Περεγρῖνος Πρωτεύς, llatí: Peregrinus Proteus) va ser un filòsof cínic grec nascut a Pàrion (Hel·lespont) que va viure al segle ii. La seva vida es coneix a partir de la biografia que va escriure Llucià de Samòsata, Περι τῆς Περεγρίνου τελευτῆς, Sobre la mort de Peregrí, una obra de to satíric força crítica amb el personatge.

## Biografia
Els seus anys de joventut van ser agitats. Va ser sorprès en adulteri quan era a Armènia i va haver de fugir per la teulada. Poc després, per haver corromput un noi, va haver de pagar 3.000 dracmes als pares del jove perquè no el denunciessin davant del governador d'Àsia. També que va estrangular el seu pare perquè no podia suportar un vell que ja havia passat dels seixanta anys. Quan es van saber els fets, ell mateix es desterrà i va vagar sense rumb d'un lloc a l'altre, fins que, durant les primeres dècades del segle ii, va entrar en contacte amb una comunitat cristiana establerta a Palestina. Allà va estudiar la «doctrina admirable» dels cristians fins que va arribar a ser «cap de la sinagoga» o «guia dels actes religiosos», diu Llucià. La comunitat li va donar funcions de legislador. Comentava els llibres sagrats i fins i tot en va escriure ell, amb contingut filosòfic, cosa que li va valer el malnom de «Nou Sòcrates». Es va fer tancar a la presó, i quan ho va saber el governador de Síria, un home culte que li agradava la filosofia, el va fer posar en llibertat, però el va expulsar de la província. Peregrí va tornar a la seva ciutat natal, on va trobar hostilitat per part de la gent, que no havia oblidat l'assassinat del seu pare. Segons Llucià, es va presentar a l'assemblea de la ciutat vestit com ho feien els filòsofs cínics o estoics: els cabells llargs, un mantell brut, una alforja penjant i un bastó a la mà. Va anunciar que donaria a la ciutat tota l'herència que el seu pare li havia deixat, i llavors tots oblidaren el parricidi.
Va tornar a viatjar d'un lloc a l'altre, protegit i alimentat per les comunitats cristianes, però en una ocasió va profanar una cerimònia religiosa i fou excomunicat. Llucià no diu quina norma va infringir, tot i que el més segur és que va menjar carn de víctimes d'un sacrifici, cosa que prohibeix el Nou Testament. Expulsat pels cristians, va cercar refugi a Egipte, on va seguir una vida estrictament ascètica. Portava la meitat del cap rapat, la cara empastifada de fang i es feia assotar o es masturbava davant de la gent per tal, deia, de fer una demostració d'un «acte indiferent». Més endavant va anar a Roma, on va cometre diversos abusos i on va exposar les seves opinions contràries a l'emperador. En va ser expulsat pel prefecte de la ciutat, potser en temps d'Antoní Pius. Això li va donar molta fama, car hom el comparava amb altres filòsofs desterrats, com Musoni Rufus, expulsat per Neró i després per Vespasià, i també Dió de Prusa o Epictet, desterrats per Domicià.
El darrer dels seus viatges el va fer a Grècia. Es va establir a Elis, prop d'Olímpia, i va assistir a quatre Jocs Olímpics consecutius: els de 153, 157, 161 i 165. Va tractar de persuadir els grecs que s'aixequessin contra Roma, però el 157 va haver-se de retractar. Els anys següents, diu Llucià, va anar perdent popularitat, i quasi ningú li prestava atenció. Per això, durant els Jocs Olímpics del 161 va anunciar que quatre anys després es cremaria viu, amb la intenció d'ensenyar als homes a menysprear la mort i a mostrar fermesa davant del sofriment. Segons Llucià pretenia emular Heròstrat, que l'any 356 aC va cremar el temple d'Artèmis a Efes, amb el sol propòsit de ser famós. Durant els anys anteriors a la seva mort, Peregrí va canviar el seu nom de Proteu pel de Fènix, l'au que reneix de les seves cendres. Recitava antics oracles que deien que ell es convertiria en un esperit guardià de la nit, i demanava que li aixequessin estàtues i altars.

### Mort
Arribada la data anunciada, la 236 Olimpíada (any 165), una gran multitud, la major part assistents als Jocs Olímpics, van anar a escoltar el filòsof. Uns el censuraven, i altres aprovaven la seva decisió. Havia preparat una pira funerària a Harpinna, una ciutat molt propera, i quan va sortir la lluna Proteu va comparèixer vestit com acostumava. L'acompanyaven alguns filòsofs cínics amics d'ell, amb torxes per encendre la pira. El filòsof també portava la seva. Va demanar encens per tirar-lo al foc i girant-se cap al sud va dir: «Esperits paterns i materns acolliu-me benèvols»; dit això, es va llençar al foc. Corria el rumor que, l'endemà, quan sortís el sol, pujaria a la pira després d'haver dirigit a l'astre la salutació, tal com feien els bramans; alguns van anar al lloc per recollir-ne una relíquia. Un home va dir que havia vist Proteu vestit de blanc i amb una corona d'oliver silvestre. Uns altres, que havia pujat dalt d'un voltor. Uns deixebles seus van fundar un santuari oracular al lloc de la pira, on es feien processons nocturnes amb torxes. Alguns dels oracles que es recollien al santuari van passar a formar part de diversos reculls oraculars.
Aulus Gel·li diu que el va conèixer personalment quan vivia en una cabana a les envoltes d'Atenes. Li dedica grans elogis i diu que va recollir de la seva boca «paraules de moral profunda i gran utilitat». Atenàgores diu que a Pàrion li varen erigir una estàtua, famosa perquè donava oracles. L'autor de l'obra Intercessió en favor dels cristians parla del suïcidi de Peregrí com una cosa recent i, a més, coneguda per l'emperador.